# Atractus melanogaster
Espèce
Atractus melanogaster est une espèce de serpents de la famille des Dipsadidae.

## Répartition
Cette espèce est endémique de Colombie. Elle se rencontre dans les départements de Tolima et d'Antioquia.

## Description
L'holotype de Atractus melanogaster mesure 380 mm dont 27 mm pour la queue. Les mâles mesurent jusqu'à 336 mm sans la queue et les femelles jusqu'à 475 mm sans la queue.

## Publication originale
- Werner, 1916 : Bemerkungen über einige niedere Wirbeltiere der Anden von Kolumbien mit Beschreibungen neuer Arten. Zoologische Anzeiger, vol. 47, p. 301-311 (texte intégral).